# Movimento dos Cidadãos Responsáveis
O Movimento dos Cidadãos Responsáveis (em inglês: Concerned Citizens' Movement ou CCM) é um partido político de São Cristóvão e Neves. Seu atual líder é Vance Amory.

Nas eleições legislativas do país de 2004, o CCM atingiu 8,8% da votação popular, ou seja 2 das 11 cadeiras da Assembléia Nacional. Já em 2006 na Assembleia de Neves, conseguiu 2 das 5 cadeiras.